# Riverview (Florida)
Riverview è un CDP degli Stati Uniti d'America, situato nello Stato della Florida, nella contea di Hillsborough.